# سارة جادون
سارة جادون حبيبة خالد منصور
(بالإنجليزية: Sarah Gadon)‏ مواليد 4 أبريل 1987 في تورونتو، أونتاريو، كندا، هي ممثلة كندية بدأت مسيرتها الفنية عام 1998.

## الأعمال
- 2011: منزل الأحلام
- 2014: عملية الجوز
- 2014: الرجل العنكبوت المذهل 2
- 2014: خرائط النجوم
- 1997 - 2001: مسلسل الفتاة نيكيتا
- 2016: 11.22.63 (مسلسل)
- 2016: استياء
- 2017: إلياس غريس (مسلسل)

## الترشيحات والجوائز
| السنة | الحدث               | الفئة                                            | النتيجة |
| ----- | ------------------- | ------------------------------------------------ | ------- |
| 2001  | جائزة الفنان الصغير | أفضل فرقة في فيلم تلفزيوني                       | رُشِّح     |
| 2003  | جائزة غيميني        | أفضل أداء فردي أو فرقة في برنامج الرسوم المتحركة | رُشِّح     |

## وصلات خارجية
- سارة جادون على موقع IMDb (الإنجليزية)
- سارة جادون على موقع ألو سيني (الفرنسية)
- سارة جادون على موقع تيرنر كلاسيك موفيز (الإنجليزية)
- سارة جادون على موقع أول موفي (الإنجليزية)
- سارة جادون على موقع قاعدة بيانات الأفلام السويدية (السويدية)
- سارة جادون على موقع قاعدة بيانات الفيلم (الإنجليزية)
- سارة جادون على موقع كينوبويسك (الروسية)